# Jagdschloss Zwingenberg

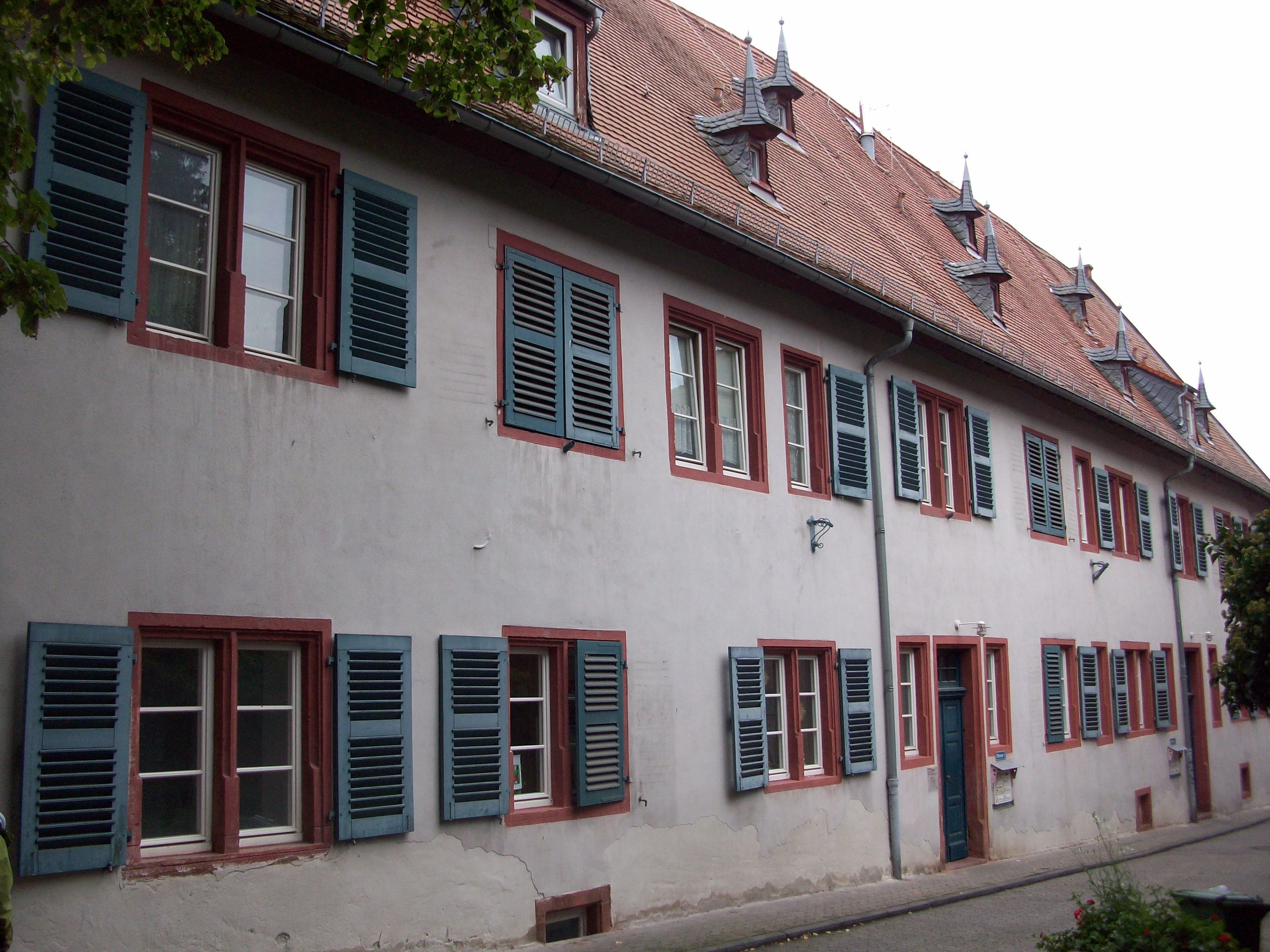
Die Ostseite des Gebäudes Richtung Marktplatz

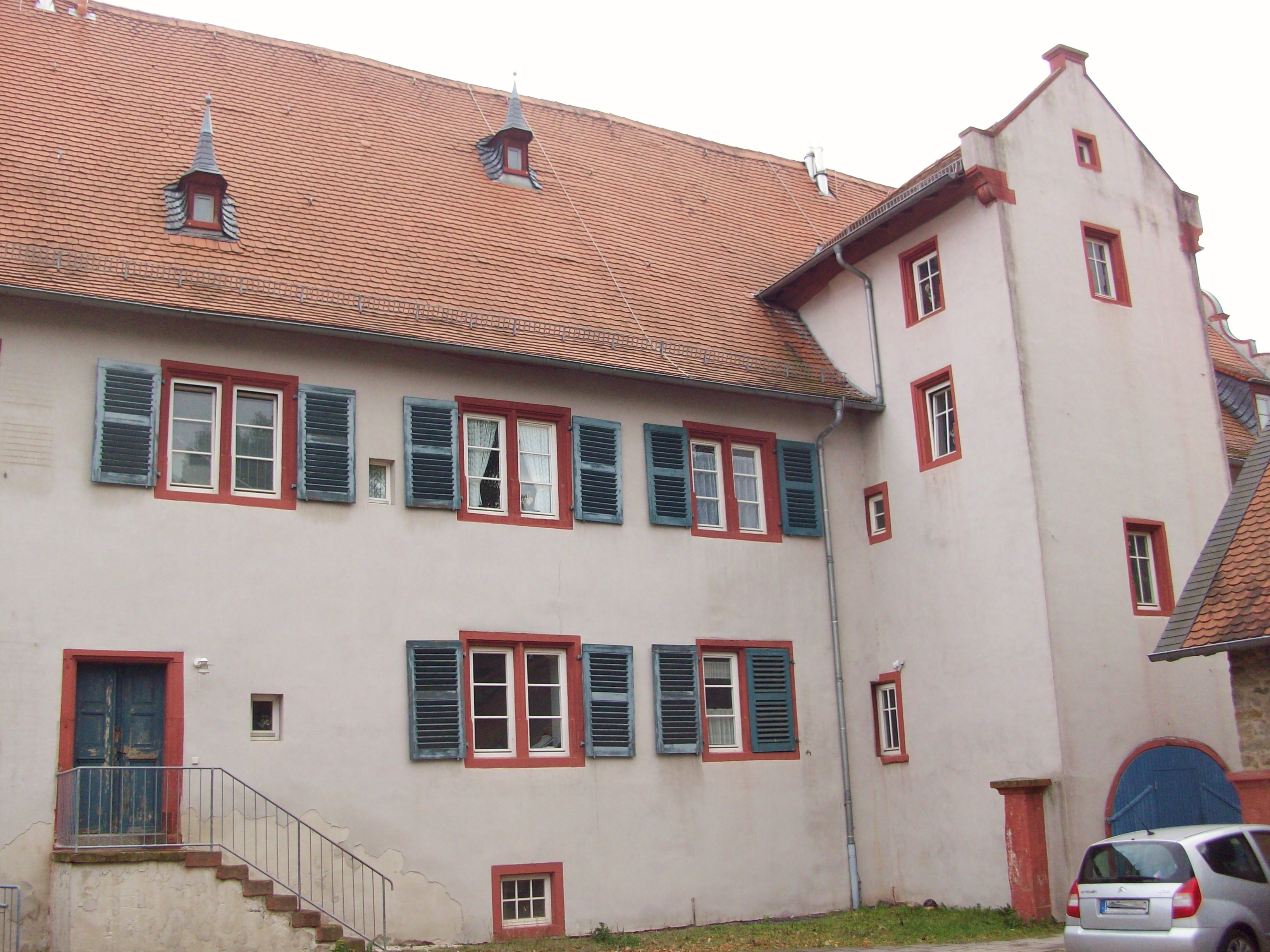
Jagdschloss Zwingenberg, Westseite mit turmähnlichem Aufgang

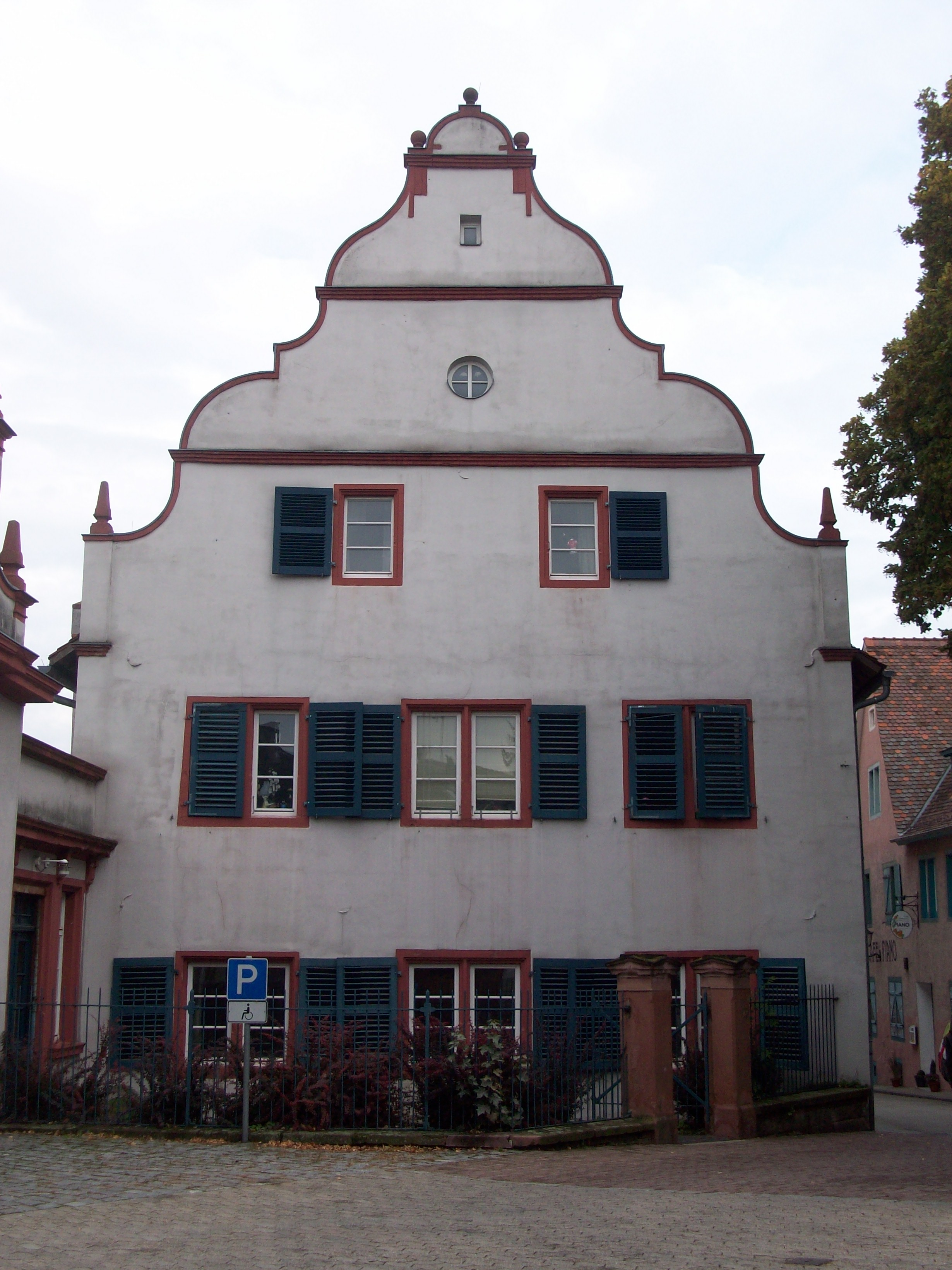
Die Neo-Renaissance Giebelseite im Süden

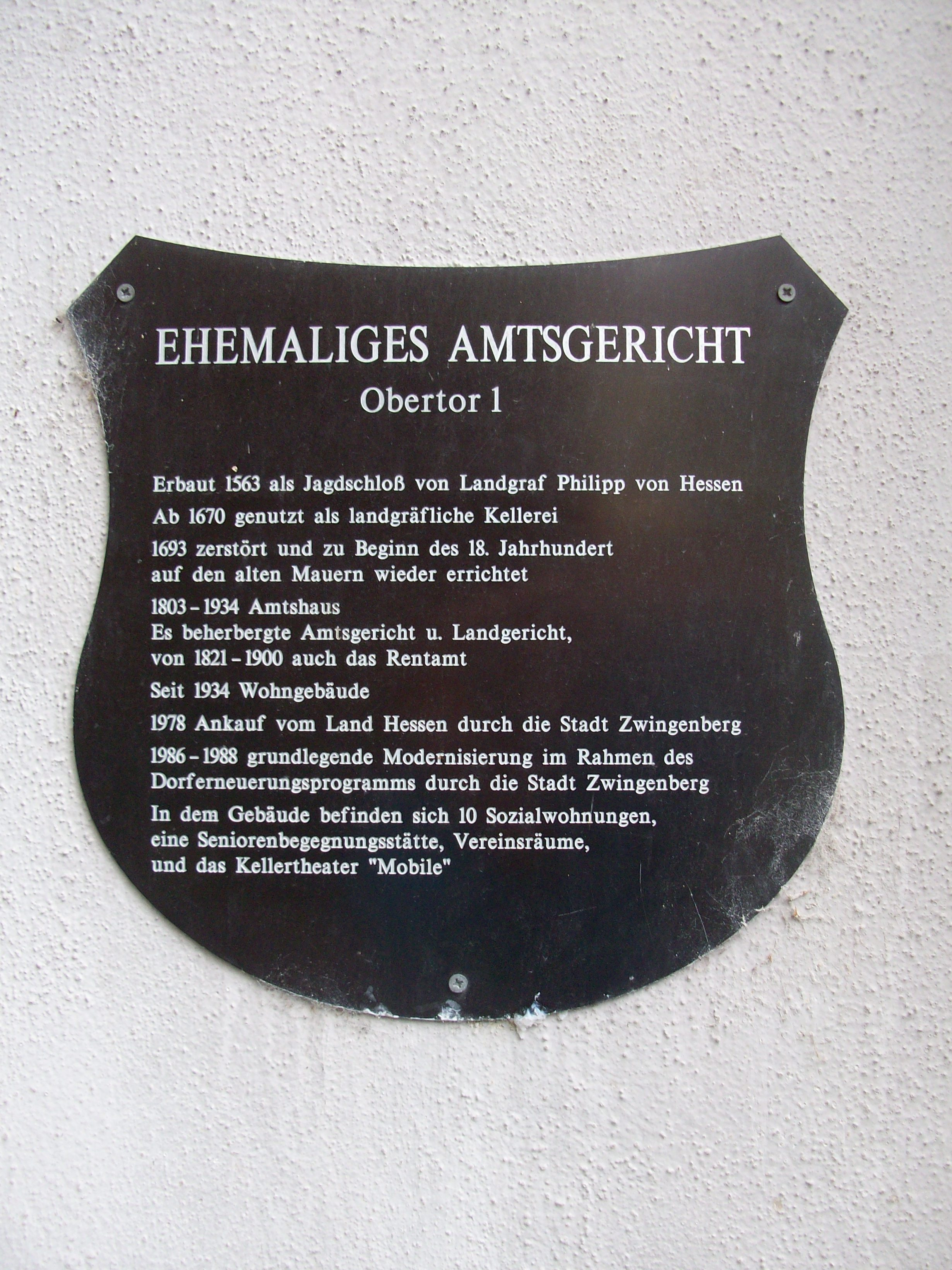
Informationstafel am Gebäude

Das Jagdschloss Zwingenberg ist ein ehemaliges Jagdschloss der Landgrafschaft Hessen, heute am Obertor 1 südlich des Marktplatzes von Zwingenberg im Landkreis Bergstraße in Hessen gelegen.

## Geografische Lage
Das ehemalige Schloss befindet sich am südlichen Ende der Altstadt von Zwingenberg östlich der ehemaligen katzenelnbogischen Wasserburg und westlich der vermutlich noch älteren Oberen Burg.

## Geschichte
1563 wurde das Schloss von Philipp dem Großmütigen aus dem Haus Hessen erbaut. Nach seinem Tode und der Vierteilung Hessens 1567 kam Zwingenberg an Landgraf Georg I. von Hessen-Darmstadt. Das Schloss wurde nach 1670 als landgräfliche Kellerei benutzt.
1693 wurde Stadt und Schloss bei kriegerischen Auseinandersetzungen durch ein von französischen Truppen gelegtes Feuer niedergebrannt. Anfang des 18. Jahrhunderts in etwa heutiger Gestalt wieder aufgebaut, zeigt sich dies besonders in den Neo-Renaissanceformen des südlichen Giebels als Bauform und ist ein markantes architektonisches Element des sonst einfachen Langhauses, das nur im Westen noch einen turmähnlichen Anbau besitzt. Beim Wiederaufbau wurde auf die alten Mauern aufgesetzt, sodass die heutige Größe dem alten ersten Bauwerk entsprechen dürfte.
Es war danach von 1803 bis 1934 Amtshaus des Amtes Zwingenberg (Hessen) und beherbergte das Landgericht bis 1879 und dann das Amtsgericht Zwingenberg. Von 1821 bis 1900 war auch das Rentamt aus Seeheim hierin untergebracht. Dabei wurde das Gebäude geteilt. Die Räumlichkeiten waren noch groß genug, sodass im Erdgeschoss das Landgericht und das Rentamt untergebracht waren, während die oberen Räume Beamten zu Wohnzwecken zur Verfügung gestellt wurden. Das Rentamt wurde im Jahre 1900 aufgehoben.
Für die im Jahre 1879 eingeführten öffentlichen Schöffengerichte entstand vor dem südlichen Giebel ein Sitzungssaal und an der Ecke zur Arresthausgasse ein Gefängnis.
Seit 1934 war das Gebäude nur noch zu Wohnzwecken genutzt.

## Baubeschreibung
Das ehemalige Jagdschloss und spätere Amtsgebäude ist ein zweigeschossiger Bruchsteinbau mit Satteldach und nach Süden zeigendem markantem Schweifgiebel. Die Putzfassade ist durch rechteckige Fenster mit hölzernen Klappläden gegliedert. Am Südgiebel befinden sich horizontale Gesimse, seitlich davon befinden sich kleine Obeliskenaufsätze. Im Dach gibt es wiederum kleine Gaupen mit spitzen Helmen. An der Westseite ist ein Treppenturm mit rundbogigem Kellerportal, die Hauseingänge an der Obergasse sind mit zweiflügeligen Türen und Oberlichtern ausgestattet. Der Amtsgerichtssaal ist durch einen niedrigen Eingangsflügel mit dem Hauptgebäude verbunden. Das kleine Gebäude ist eingeschossig mit großen gekoppelten Fenstern, ebenfalls verputzt und mit obeliskenbekrönten Schweifgiebeln geschmückt. Der hofartige Winkel zwischen Haupt- und Nebengebäude ist durch einen Eisenzaun zwischen hohen Sandsteinpfosten zur Straße abgegrenzt. Vor dem Treppenturm erstreckt sich die Remise, ein langgestreckter, eingeschossiger, unverputzter Bruchsteinbau mit Satteldach und sandsteingerahmten Tür- und Fensteröffnungen. Davor, im Hof, ein Sandsteinbrunnen mit hohem, vierseitigem Stock, Abschlussplatte und rundem Wasserbecken. Das ehemals herrschaftliche Anwesen und spätere Verwaltungsgebäude ist von besonderer orts- und regionalgeschichtlicher Bedeutung, darüber hinaus als Bau der späten Renaissance auch von kunsthistorischem und baukünstlerischem Wert und demzufolge als Baudenkmal geschützt.

## Heutige Nutzung
1978 wurde das Gebäude von der Stadt Zwingenberg erworben.
Nach einem 1984 in Auftrag gegebenen Modernisierungsgutachten konnte das ehemalige Schloss im Rahmen der Dorferneuerung mit einem Kostenaufwand von damals 3,9 Millionen DM von 1986 bis 1988 grundlegend saniert werden. Heute sind im Gebäude zehn Sozialwohnungen, eine Seniorenbegegnungsstätte und öffentlich nutzbare Räumlichkeiten untergebracht. Im Kellergeschoss wurde das Theater „Mobile“ eingerichtet. In der ebenfalls renovierten Wagenremise finden Kunstausstellungen und kulturelle Veranstaltungen statt.

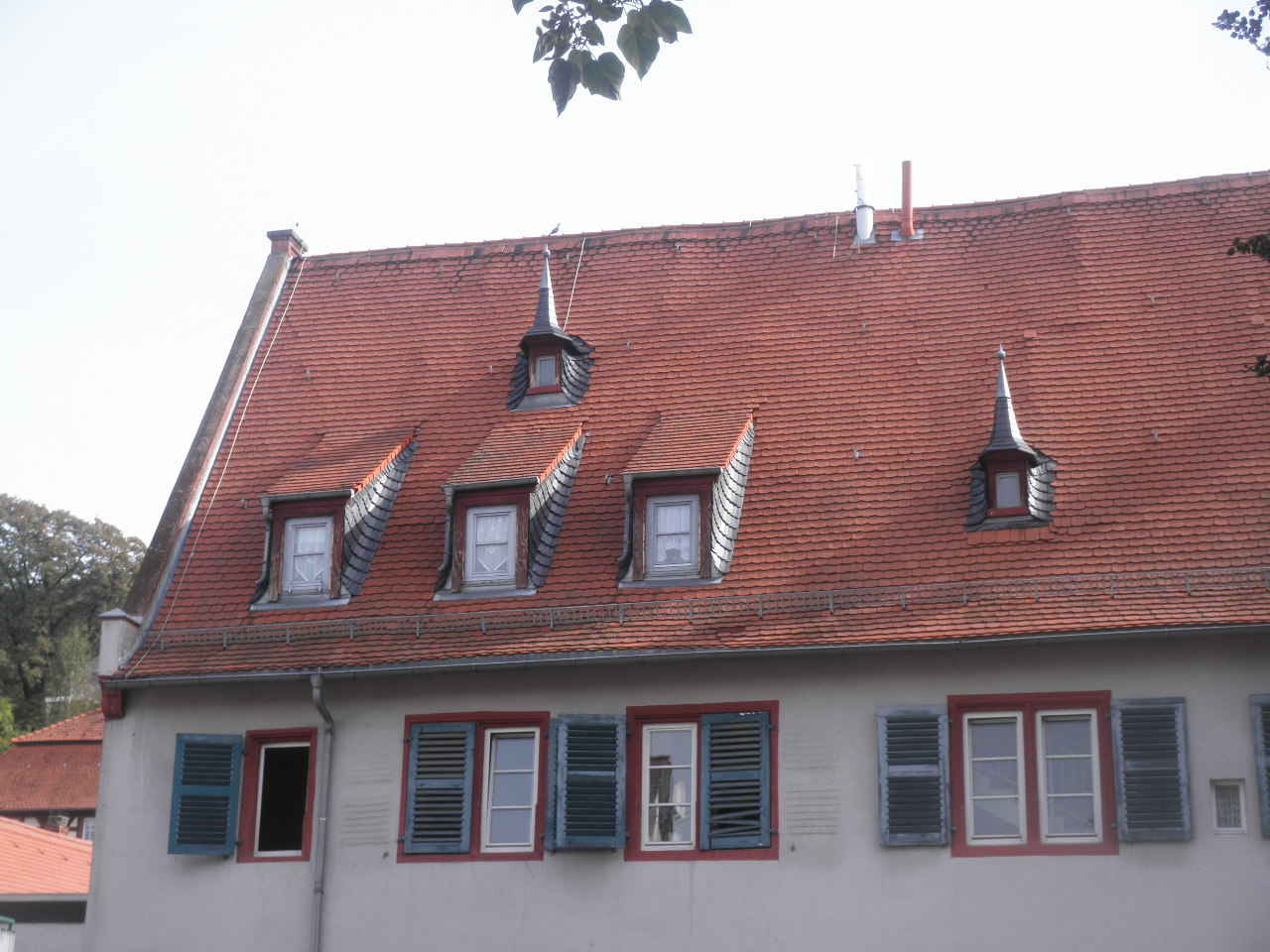
Dachansicht von Osten
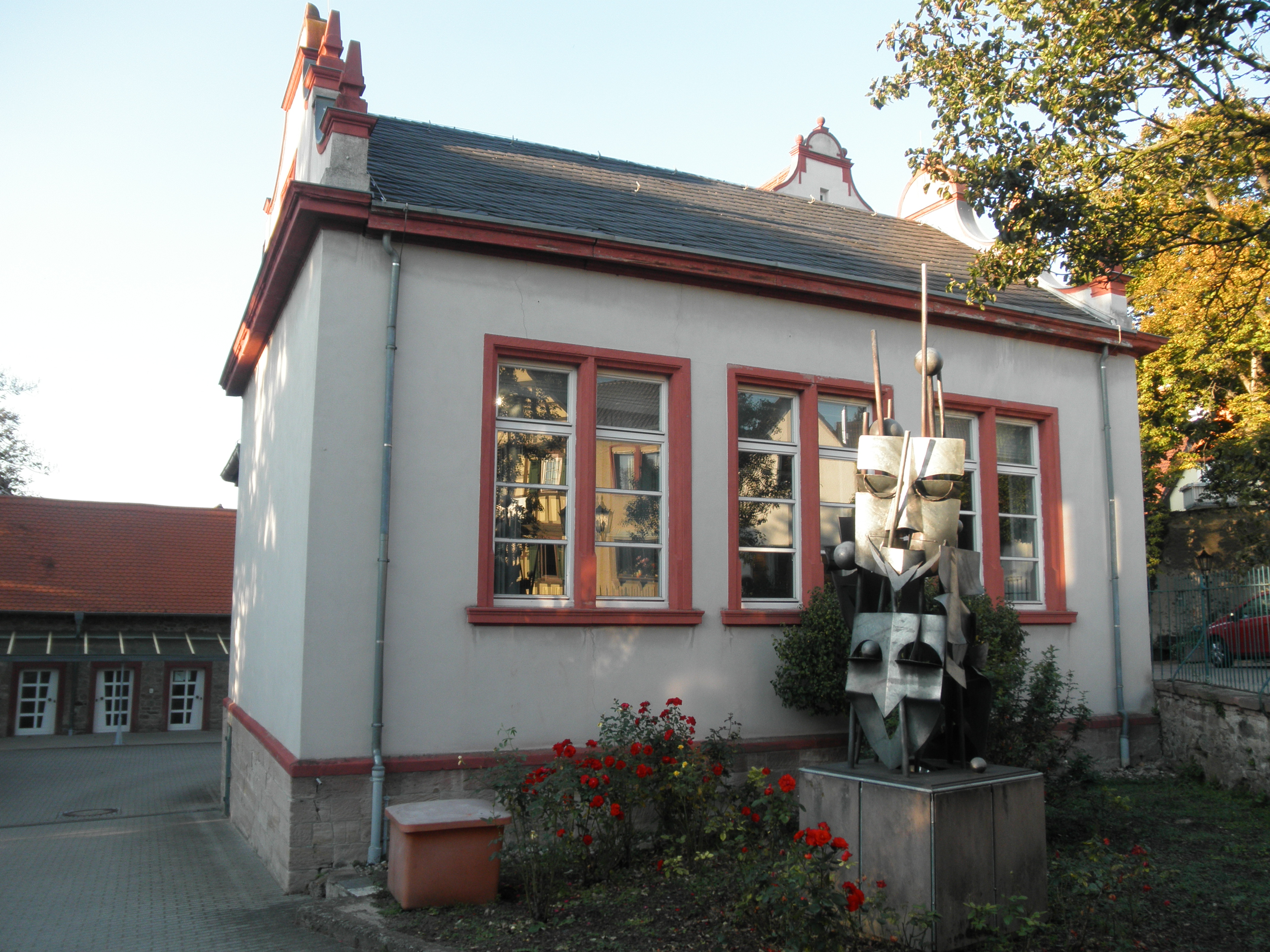
Nebengebäude mit moderner Figur
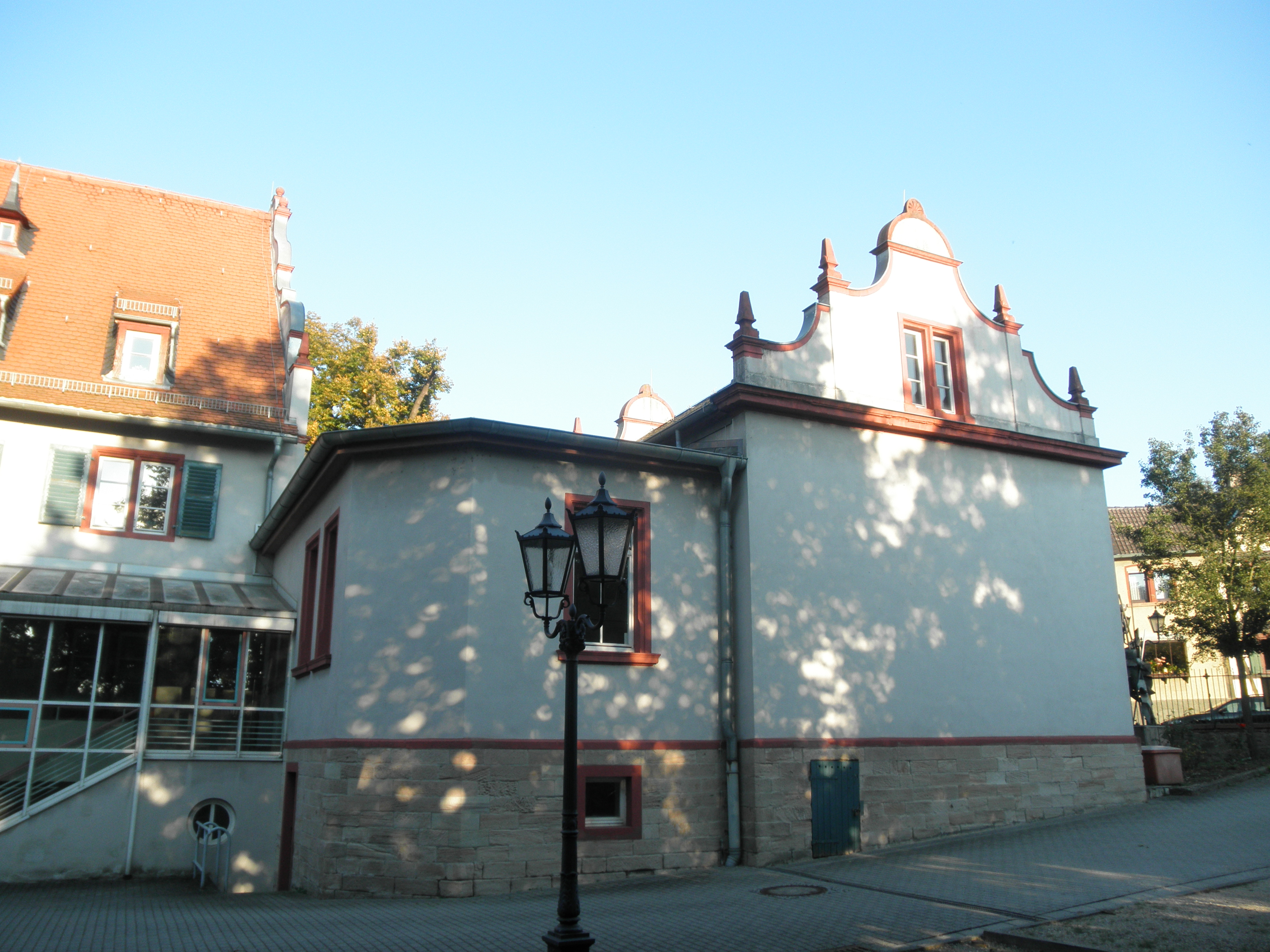
Blick auf Südende des ehemaligen Schlosses und Nebengebäude aus Westen
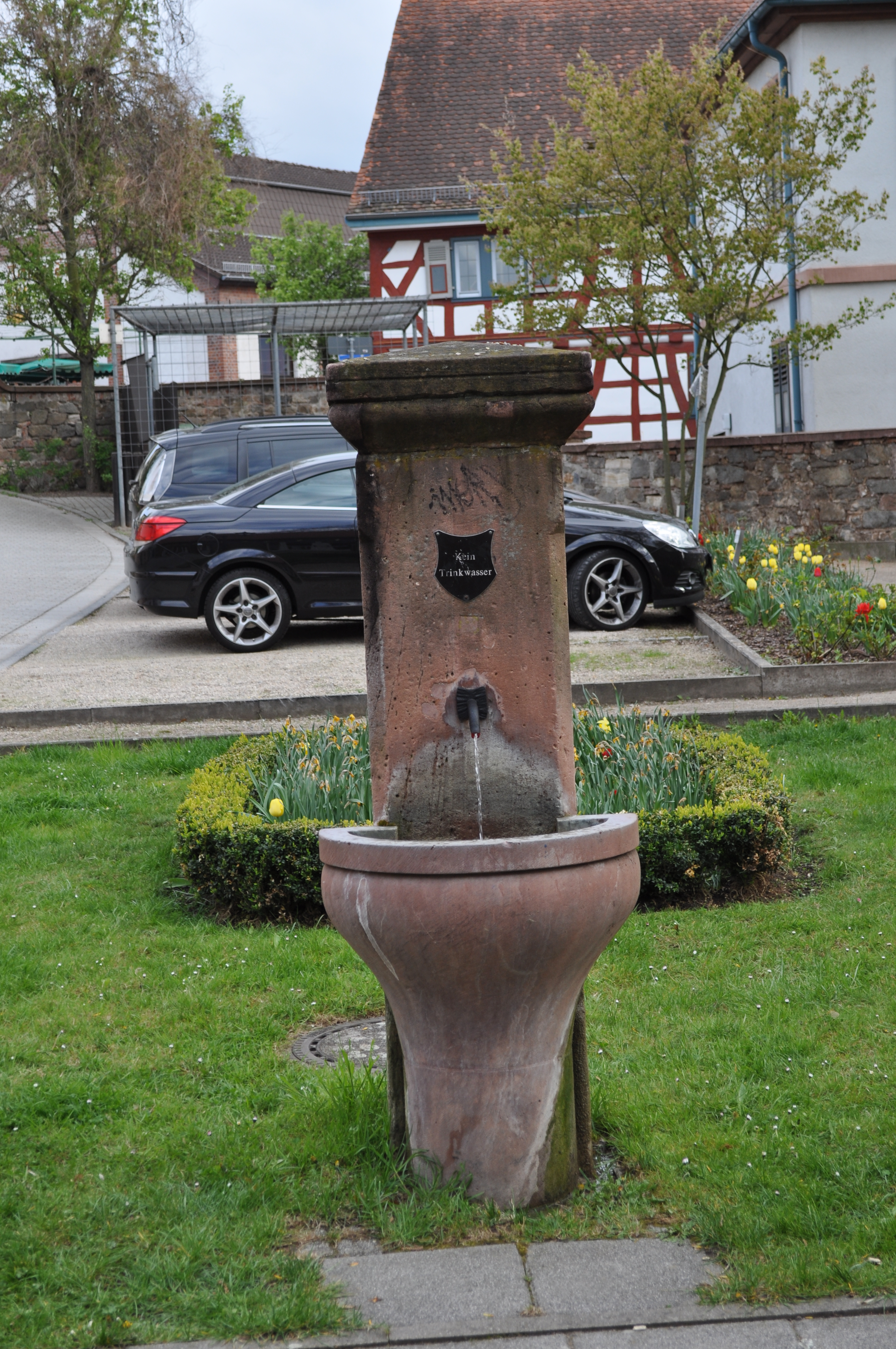
Brunnen